# Longroiva
Longroiva est une freguesia (paroisse civile) portugaise, située dans la municipalité de Mêda, elle possède une superficie de 41,22 km2 et comporte 416 habitants (2001).
La densité est de 10 hab/km2.
Longrovia se trouve à environ 9 kilomètres de la freguesia de Mêda, chef-lieu du concelho de Mêda.
La sainte patronne de Longrovia est Nossa Senhora do Torrão.

## Histoire
Entre 1120 et 1836, la freguesia de Longroiva fut une municipalité (Concelho). Ses freguesias était Chãs de Longroiva (pt), Santa Comba, Fonte Longa et Longroiva. En 1836, ses freguesias ont été annexées par les municipalités de Mêda et Marialva. Marialva, la municipalité, fut aussi annexée plus tard, seule la freguesia de Marialva est toujours présente.
En 1145 Fernand Mendes II de Bragance (pt) a fait don du château de Longroiva et des terres attenantes aux Templiers,,. La commanderie de Longroiva fut par la suite dévolue à l'ordre du Christ.

## Patrimoine

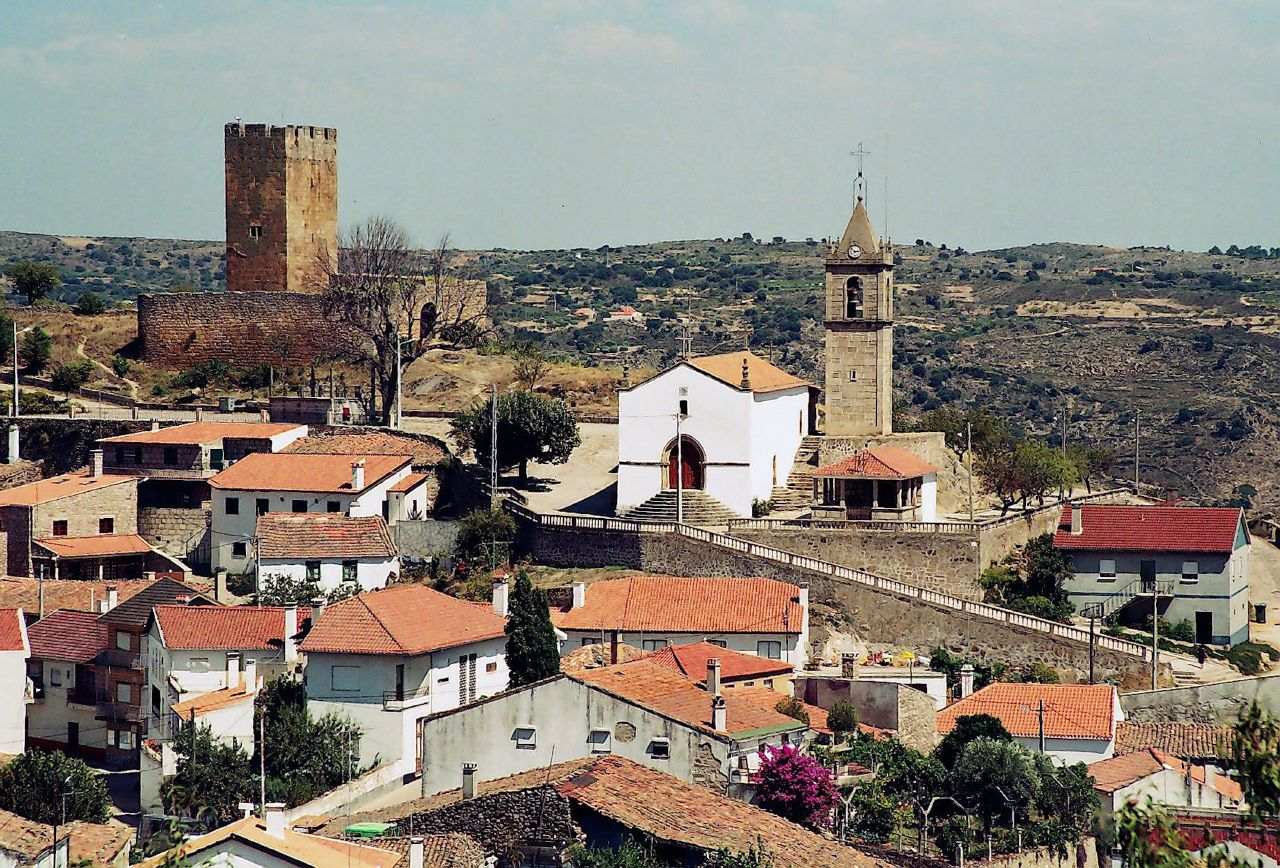
Château de Longroiva

- Château de Longroiva
- Pelourinho de Longroiva (pt)
- Pont romain de Longroiva (pt)

## Proximités
- Mêda
- Marialva (Meda)
- Santa Comba